# Thuyết nội cộng sinh
Thuyết nội cộng sinh là một học thuyết tiến hóa đề cập đến nguồn gốc của các tế bào nhân chuẩn từ. Học thuyết này lần đầu tiên được đưa ra bởi nhà thực vật học Nga Konstantin Mereschkowski vào năm 1905 và 1910, và được hỗ trợ bởi bằng chứng vi sinh của Lynn Margulis vào năm 1967. Thuyết này cho rằng một số bào quan phân biệt ở tế bào nhân thực là tiến hóa qua các sinh vật nhân sơ (vi khuẩn và vi sinh vật cổ) nội cộng sinh.
Thuyết nội cộng sinh cho rằng ty thể, lạp thể như lục lạp, và có thể một số bào quan khác trong tế bào nhân chuẩn là đại diện tế bào nhân sơ từng sống tự do trước đây và chiếm chỗ trong một tế bào nhờ nội cộng sinh. Cụ thể hơn, ty thể có thể là vi khuẩn hiếu khí cổ đại kiểu như Rickettsiales proteobacteria, còn lục lạp thì là vi khuẩn lam cổ đại có khả năng quang hợp.

Đã có nhiều chứng cứ hỗ trợ cho học thuyết này, ta có thể điểm qua như: ty thể và lạp thể chỉ nhân lên thông qua trực phân, còn tế bào thì không thể tổng hợp mới bào quan này; các protein vận chuyển được gọi là porin được tìm thấy trong màng ngoài của ti thể, lục lạp và màng tế bào vi khuẩn; hợp chất cardiolipin chỉ được tìm thấy ở màng trong ty thể và màng tế bào vi khuẩn; một số ti thể và lạp thể chứa các phân tử DNA dạng vòng, trần tương tự như nhiễm sắc thể của vi khuẩn.

## Bằng chứng
Có nhiều bằng chứng ủng hộ rằng ti thể và lạp thể (bao gồm cả lục lạp) có nguồn gốc từ các vi khuẩn.
- Các ti thể và lạp thể mới chỉ được hình thành thông qua trực phân, dạng phân bào được sử dụng bởi vi khuẩn và vi sinh vật cổ.[6]
- Nếu ti thể hoặc lục lạp của tế bào được loại bỏ, tế bào không có phương tiện để tạo mới những bào quân này.[7] Ví dụ, ở một số loại tảo, chẳng hạn như Euglena, các lạp thể có thể bị phá hủy bởi một số hóa chất hoặc do thiếu ánh sáng kéo dài mà không ảnh hưởng đến tế bào. Trong trường hợp này, các lạp thể sẽ không tái sinh.
- Các protein vận chuyển được gọi là porin được tìm thấy trong màng ngoài của ty lạp thể và lục lạp, cũng được tìm thấy trên màng của tế bào vi khuẩn.[8][9][10]
- Một lipid màng là cardiolipin chỉ được tìm thấy ở màng trong ty thể và màng tế bào vi khuẩn.[11]
- Một số ty thể và một số lạp thể chứa các phân tử DNA dạng vòng tương tự như DNA của vi khuẩn cả về kích thước lẫn cấu trúc.[12]
- So sánh hệ gen cho thấy mối liên hệ chặt chẽ giữa ty thể và vi khuẩn Rickettsial.[13]
- So sánh hệ gen cho thấy mối quan hệ chặt chẽ giữa lạp thể và vi khuẩn lam.[14]
- Nhiều gen trong bộ gen của ty lạp thể và lục lạp đã bị mất hoặc chuyển đến nhân của tế bào chủ. Do đó, nhiễm sắc thể của nhiều sinh vật nhân chuẩn chứa các gen có nguồn gốc từ hệ gen của ty thể và lạp thể.[12]
- Ribosome của ty thể và lạp thể giống với ribosome nhân sơ (70S) hơn so với các sinh vật nhân chuẩn (80S).[15]
- Protein được tạo ra bởi ty thể và lục lạp sử dụng N-formylmethionine làm amino acid khởi đầu, điều này giống với các protein được tạo ra bởi vi khuẩn chứ không phải các protein được tạo ra bởi các gen của tế bào nhân chuẩn hoặc vi sinh vật cổ.[16][17]

So sánh lục lạp và vi khuẩn lam để thấy điểm tương tự giữa chúng.